# Argyresthia laevigatella
Argyresthia laevigatella — вид лускокрилих комах родини Argyresthiidae.

## Поширення
Вид поширений в Європі та Японії.

## Опис
Розмах крил 9-13 мм.

## Спосіб життя
Метелики літають з травня по липень. Гусениці живляться хвоєю модрини європейської (Larix decidua).